# Michael Buckland
Michael Keeble Buckland (23 de novembre de 1941) és un bibliotecari i documentalista britànic. Teòric de la ciència de la informació i codirector de l’Electronic Cultural Atles Iniciative.

## Biografia
Va néixer i va créixer en el Regne Unit. Va estudiar Història a la Universitat d'Oxford i va ser bibliotecari a la Biblioteca Bodleiana d'aquest centre així com en nombroses biblioteques universitàries. El 1975 es doctorà en Biblioteconomia a la Universitat de Sheffield.
El 1972 es traslladà als Estats Units per fer classes en la Facultat d'Informació de la Universitat de Califòrnia a Berkeley, on va ser degà de 1976 a 1984. Entre 1983 i 1987 va ser vicepresident de la comissió de política de planificació bibliotecària del campus d'aquesta universitat. Després de la seva jubilació, ha estat nomenat professor emèrit.
Va ser president de la American Society for Information Science and Technology el 1998, i el 2012 va rebre el Premi ASIS&T al Mèrit Acadèmic, atorgat per aquesta mateixa institució

## Obra
Michael Buckland ha estudiat la història de la ciència de la Informació, els serveis bibliotecaris i les bases de dades documentals.
Per a Buckland, la informació és un fenomen objectiu, quelcom tangible, i qualsevol objecte pot tenir valor informatiu. A més, cal considerar la informació com a cosa per produir dades informatives; és a dir, Buckland parla clàrament del procés d'informació o processament de dades. Amb aquesta proposta, va reivindicar el llegat intel·lectual de la documentalista francesa Suzanne Briet en un article el 1997. Quant al document, Buckland ho considera com un contenidor d'informació, fent possible l'organització, la presentació i la gestió informativa relativa a un fet, persona o temàtica determinada.
Va criticar l'article de Vannevar Bush As we may think (Com podríem pensar) de 1945 per no tenir en consideració els índexs i esquemes de classificació per recuperar informació electrònica.
Michael Buckland va establir tres etapes de la informació a les biblioteques.
1. Paper: les fonts d'informació estan en diferents suports físics.
2. Automatitzades: les fonts d'informació estan en suports tangibles però la seva lectura és electrònica.
3. Virtuals: les fonts d'informació estan a la web.

### Electronic Cultural Atles Iniciative
Des de la Universitat de Berkeley, al costat de Lewis Lancaster, van crear el Electronic Cultural Atles Iniciative o Atles Cultural Electrònic (ECAI) el 1997. És una plataforma digital creada amb l'objectiu de fomentar l'intercanvi i la comunicació científica entre investigadors i centres acadèmics de tot el món. L'àmbit d'actuació és dins del marc de les Humanitats digitals i participen docents de tot el món per crear i desenvolupar mapes i aplicacions informàtiques per a tal fi

## Publicacions
Entre altres obres, ha publicat:
- Library Services in Theory and Context (1983)
- Information and Information System (1991)
- Redesigning Libraries Services (1992)
- Emmanuel Goldberg and his Knowledge Machine (2006)